# Авіаційний корпус
Авіаці́йний ко́рпус (АвК) — вище тактичне або оперативно-тактичне з'єднання ВПС, призначене для вирішення оперативних (оперативно-стратегічних) завдань самостійно та у складі авіаційного об'єднання у взаємодії з силами і засобами інших видів збройних сил в операціях сухопутних військ, ВМС, а також у повітряних і повітряно-десантних операціях.
АвК виконує різні завдання відповідно призначенню роду (виду) авіації, до якого він відноситься.
Авіаційний корпус може бути окремим або входити до складу авіаційного об'єднання. Він складається з управління, декількох авіаційних з'єднань одного або різних родів авіації. В АвК можуть входити також окремі частини (підрозділи) забезпечення (розвідки, зв'язку, радіоелектронної боротьби тощо).

## Історія створення

### СРСР
У радянських ВПС АвК вперше були створені в 30-х рр.. Під час Німецько-радянської війни у складі фронтової авіації діяли бомбардувальні, штурмові, винищувальні і змішані АвК резерву ВГК і, в міру потреби, вони включалися до складу повітряних армій фронтів. Крім того, існували АвК далекої авіації й винищувальні АвК ППО.
АвК зазвичай включали 2—3 авіаційних дивізії і залежно від роду авіації налічували 200—300 літаків (бомбардувальний АвК) або 250—375 літаків (винищувальний і штурмовий АвК).
У ВПС іноземних армій в Другій світовій війні також існували авіаційні корпуси, які поділялися по родах авіації або були змішаними.